# Lucie Idlout
Lucie Idlout (nacida Tatanniq Lucie d'Argencourt) es una compositora y cantante canadiense de Nunavut. Es hija de Leah Idlout-Paulson y nieta de Joseph Idlout.
Después de la liberación de varios EPs, Idlout lanzó su primer álbum, E5-770, My Mother's Name, en 2004. El título, un homenaje a su madre, estaba dirigido a la historia oscura y desagradable del gobierno canadiense de identificar a las naciones Inuit por números de disco en vez de sus nombres. E5-770 era el horroroso número de disco emitido para su madre. Esa política racial del gobierno se instituyó en 1944 pero venía desde 1941 y llegó hasta 1978. Su tema "Birthday" (Cumpleaños), fuera del mismo álbum, aparecido en Dan Birman Delito Spree, protagonizado por Gérard Depardieu y Harvey Keitel. Aunque generó atención nacional e internacional, solo cuando ella abrió para Las Rayas Blancas de su concierto en su ciudad natal de Iqaluit en junio de 2007, en que los medios de comunicación empezaron verdaderamente a tomar aviso.
Su segundo álbum, Swagger, se lanzó en febrero de 2009. El álbum incluye "Lovely Irene", que más tarde se trabajó con el coro de unos niños de Iqaluit y renombrado "Angel Street". La canción inspiró al Iqaluit Mayor Elisapee Sheutiapik para lanzar una campaña para llamar atención sobre la violencia doméstica en Canadá preguntando en ciudades canadienses para nombrar un Ángel de calle de la ciudad. Hasta la fecha hay ocho ciudades con nombres de calles que llevan el título de "Ángel" después de este ambicioso proyecto.
En 2009,  grabó una canción nueva, "Carretera a Ninguna parte", para CBC Radio 2  Búsqueda de Canción canadiense. También ha escrito la puntuación para el renombrado director de cine Zacharias Kunuk en el filme Inuit Conocimiento y Cambio de Clima, así como música para varios espectáculos televisivos. En 2012, fue huésped protagonizando una cantante de garganta lesbiana en CBC  Arctic Air.
La directora de cine Shane Belcourt también citó a Idlout, una amiga cercana de su hermana Christi, influenciando en los temas de su película de 2007 Tkaronto.

## Discografía
- E5-770, My Mother's Name (E5-770, el nombre de Mi Madre) (2004)
- Swagger (2009)